# Yvonne Pellé-Douël
 (mai 2012).
Si vous disposez d'ouvrages ou d'articles de référence ou si vous connaissez des sites web de qualité traitant du thème abordé ici, merci de compléter l'article en donnant les références utiles à sa vérifiabilité et en les liant à la section « Notes et références ».
Pour l’article homonyme, voir Pellé.
Yvonne Pellé-Douël, née Douël le 29 avril 1918 à Alger et morte le 23 décembre 1987 à Avon, est une philosophe et féministe française, notamment impliquée dans le féminisme chrétien.

## Biographie
Elle a étudié au lycée Molière à Paris. Après des études de philosophie à la Sorbonne au cours desquelles elle milite au sein de la Jeunesse étudiante chrétienne, elle est reçue 4e à l'agrégation de philosophie en 1942. Elle enseigne notamment à Nice, à Saint-Quentin, à Fontainebleau, à Paris où elle retrouve le lycée Molière après un passage au lycée Jules Ferry, également situé à Paris. Elle épouse en 1948 Paul Pellé, ingénieur de l'École centrale, et a quatre filles, de 1948 à 1958. Christilla Pellé-Douël naît en 1955. Après trois ans au Cameroun (de 1961 à 1964) où elle contribue à fonder l'université de Yaoundé, Yvonne Pellé-Douël est nommée en 1964 à la faculté des lettres de Dijon, où elle enseigne quelques années, avant de finir sa carrière à Nanterre. Spécialiste de la philosophie de la mystique, et militante pour l'égalité entre hommes et femmes au sein de l'Église catholique, conférencière appréciée dans les milieux chrétiens, où elle est reconnue, elle est entendue comme experte théologienne au concile Vatican II. Elle meurt à Avon le 23 décembre 1987, victime de la maladie d'Alzheimer.

## Publications
- 1960 : Saint Jean de la Croix et la nuit mystique, Éditions du Seuil, 190 pages
- 1967 : Être femme, éditions du Seuil, 270 pages[3]
- 1971 : Sexologie, L'érotisme (avec Raoul Palmer, E.-J. Leblanc et alii)